# The Devil's Holiday
Pour plus de détails, voir Fiche technique et Distribution.
The Devil's Holiday est un film américain réalisé par Edmund Goulding, sorti en 1930.

## Fiche technique
- Titre : The Devil's Holiday
- Réalisation : Edmund Goulding
- Scénario : Edmund Goulding
- Musique : Edmund Goulding
- Photographie : Harry Fischbeck et Enzo Riccioni
- Montage : George Nichols Jr.
- Pays d'origine : États-Unis
- Format : Noir et blanc - Mono
- Genre : Drame, romance
- Durée : 80 minutes
- Date de sortie : 1930

## Distribution
- Nancy Carroll : Hallie Hobart
- Phillips Holmes : David Stone
- James Kirkwood : Mark Stone
- Hobart Bosworth : Ezra Stone
- Ned Sparks : Charlie Thorne
- Paul Lukas : Dr Reynolds
- Zasu Pitts : Ethel
- Guy Oliver : Hammond
- Jed Prouty : Kent Carr
- Morgan Farley : Monkey McConnell